# Tricia Leigh Fisher
Tricia Leigh Fisher (* 26. Dezember 1968 in Burbank, Kalifornien) ist eine US-amerikanische Schauspielerin und Sängerin.

## Leben
Tricia Leigh Fisher ist eine Tochter des Sängers Eddie Fisher und der Schauspielerin Connie Stevens. Joely Fisher ist ihre ältere Schwester; Carrie Fisher war ihre Halbschwester. Genauso wie ihre Schwester Joely trat sie als Kind in einem Theater in Las Vegas auf.
Fisher spielte ihre erste Filmrolle an der Seite von Burt Reynolds im Filmdrama Sie nannten ihn Stick aus dem Jahr 1985. In der Komödie Die Bikinifalle (1987) übernahm sie eine der Hauptrollen; an ihrer Seite spielten unter anderen Patricia Arquette und ihre Schwester Joely Fisher. Fisher sang außerdem den Titelsong des Films.
Fisher spielte in der Komödie Nachhilfe in Sachen Liebe (1990) eine der größeren Rollen. Im Actionthriller Hostile Intentions (1994) war sie an der Seite von Tia Carrere zu sehen. Eine der größeren Rollen spielte sie ebenfalls im Fernsehfilm The Making of a Hollywood Madam (1996). Seitdem trat sie überwiegend in einzelnen Folgen von Fernsehserien auf.
Fisher hat einen Sohn.

## Diskografie

### Alben
- 1990: Tricia Leigh Fisher
- 1990: Dreams

### Singles
- 1990: Empty Beach
- 1990: Let’s Make the Time
- 1990: My Heart Holds On/Good As Gold

## Filmografie (Auswahl)
- 1985: Sie nannten ihn Stick (Stick)
- 1987: Die Bikinifalle (Pretty Smart)
- 1989: C.H.U.D. – Das Monster lebt (C.H.U.D. II – Bud the Chud)
- 1990: Nachhilfe in Sachen Liebe (Book of Love)
- 1993: Arizona Dream
- 1994: Geht’s hier nach Hollywood? (I’ll Do Anything)
- 1994: Hostile Intentions
- 1996: Skandal in Hollywood (The Making of a Hollywood Madam)
- 2006–2010: Ehe ist… (’Til Death) (Fernsehserie)
- 2012: Criminal Minds